# 天主教圣保罗总教区
天主教圣保罗总教区是天主教在巴西东南部设立的一个总教区。圣保罗教区成立于1745年，1908年升格为总教区。现任总主教為奥迪罗·伯多禄·舍雷尔樞機，輔理主教為嘉祿·萊馬-加爾西亞、愛德華·維埃拉-多斯-桑托斯、德瓦伊爾·阿勞若-達-豐塞卡、類斯·嘉祿·迪亞斯、若瑟·本篤·卡爾多索、喬治·皮耶羅贊和安傑洛·阿德米爾·梅扎里。

## 附属教区
- 天主教坎普林普教區
- 天主教卡拉瓜塔圖巴教区
- 天主教瓜鲁柳斯教区
- 天主教莫日达斯克鲁济斯教区
- 馬龍尼禮天主教聖保羅黎巴嫩聖母教區
- 默基特希臘禮天主教聖保羅天堂之母教區
- 天主教奧薩斯庫教區
- 天主教圣阿马鲁教区
- 天主教圣安德烈教区
- 天主教桑托斯教区
- 天主教圣米格尔-保利斯达教区